# Coppa del Mondo per club 2006 (hockey su pista)
La Coppa del Mondo per club 2006 è stata la 1ª edizione dell'omonima competizione di hockey su pista riservata alle squadre di club. Il torneo ha avuto inizio il 24 e si è concluso il 30 settembre 2006. Il titolo è stato conquistato dagli italiani del Bassano 54 per la prima volta nella loro storia superando nel girone finale gli spagnoli del Reus Deportiu, giunti secondi, e i portoghesi del Benfica e del Porto giunti rispettivamente terzi e quarti.

## Squadre partecipanti
| Nazione    | Club                   | Città              | Qualificazione |
| ---------- | ---------------------- | ------------------ | -------------- |
| Angola     | Atlético Petróleos     | Luanda             |                |
| Angola     | Juventude de Viana     | Viana              |                |
| Argentina  | Concepción             | San Juan           |                |
| Argentina  | Olimpia                | San Juan           |                |
| Brasile    | Sertãozinho            | Sertãozinho        |                |
| Cile       | Estudiantil San Miguel | Santiago del Cile  |                |
| Italia     | Amatori Lodi           | Lodi               |                |
| Italia     | Bassano 54             | Bassano del Grappa |                |
| Mozambico  | Maputo                 | Maputo             |                |
| Portogallo | Benfica                | Lisbona            |                |
| Portogallo | Porto                  | Porto              |                |
| Spagna     | Reus Deportiu          | Reus               |                |

## Risultati

### Prima fase

#### Girone A
| Squadra    | Pt | G | V | N | P | GF | GS | DG  |
| ---------- | -- | - | - | - | - | -- | -- | --- |
| Bassano 54 | 4  | 2 | 1 | 1 | 0 | 21 | 3  | +18 |
| Concepción | 4  | 2 | 1 | 1 | 0 | 19 | 4  | +15 |
| Maputo     | 0  | 1 | 0 | 0 | 1 | 7  | 40 | -33 |

| Luanda 24 settembre 2006 1ª giornata | Bassano 54 | 0 – 0 referto | Concepción |  |

| Luanda 26 settembre 2006 2ª giornata | Concepción | 19 – 4 referto | Maputo |  |

| Luanda 27 settembre 2006 3ª giornata | Maputo | 3 – 21 referto | Bassano 54 |  |

#### Girone B
| Squadra            | Pt | G | V | N | P | GF | GS | DG |
| ------------------ | -- | - | - | - | - | -- | -- | -- |
| Porto              | 6  | 2 | 2 | 0 | 0 | 12 | 3  | +9 |
| Olimpia            | 3  | 2 | 1 | 0 | 1 | 6  | 9  | -3 |
| Juventude de Viana | 0  | 2 | 0 | 0 | 2 | 4  | 10 | -6 |

| Luanda 24 settembre 2006 1ª giornata | Porto | 5 – 2 referto | Juventude de Viana |  |

| Luanda 25 settembre 2006 2ª giornata | Porto | 7 – 1 referto | Olimpia |  |

| Luanda 26 settembre 2006 3ª giornata | Juventude de Viana | 2 – 5 referto | Olimpia |  |

#### Girone C
| Squadra                | Pt | G | V | N | P | GF | GS | DG  |
| ---------------------- | -- | - | - | - | - | -- | -- | --- |
| Reus Deportiu          | 6  | 2 | 2 | 0 | 0 | 14 | 3  | +11 |
| Amatori Lodi           | 3  | 2 | 1 | 0 | 1 | 6  | 7  | -1  |
| Estudiantil San Miguel | 0  | 2 | 0 | 0 | 2 | 3  | 13 | -10 |

| Luanda 24 settembre 2006 1ª giornata | Reus Deportiu | 9 – 1 referto | Estudiantil San Miguel |  |

| Luanda 25 settembre 2006 2ª giornata | Amatori Lodi | 4 – 2 referto | Estudiantil San Miguel |  |

| Luanda 26 settembre 2006 3ª giornata | Reus Deportiu | 5 – 2 referto | Amatori Lodi |  |

#### Girone D
| Squadra            | Pt | G | V | N | P | GF | GS | DG  |
| ------------------ | -- | - | - | - | - | -- | -- | --- |
| Benfica            | 6  | 2 | 2 | 0 | 0 | 11 | 0  | +11 |
| Atlético Petróleos | 1  | 2 | 0 | 1 | 1 | 2  | 3  | -1  |
| Sertãozinho        | 1  | 2 | 0 | 1 | 1 | 2  | 12 | -10 |

| Luanda 24 settembre 2006 1ª giornata | Benfica | 1 – 0 referto | Atlético Petróleos |  |

| Luanda 25 settembre 2006 2ª giornata | Atlético Petróleos | 2 – 2 referto | Sertãozinho |  |

| Luanda 26 settembre 2006 3ª giornata | Benfica | 10 – 1 referto | Sertãozinho |  |

### Fase finale

#### Primo turno 5º/12º posto
| Luanda 28 settembre 2006 | Maputo | 3 – 6 referto | Olimpia |  |

| Luanda 28 settembre 2006               | Concepción     | 2 – 2 (d.t.s.) referto | Juventude de Viana |  |
| \| \| \| \| \| \| Shootout 3 – 0 \| \| |                |                        |                    |  |
|                                        |                |                        |                    |  |
|                                        | Shootout 3 – 0 |                        |                    |  |

| Luanda 28 settembre 2006               | Estudiantil San Miguel | 2 – 2 (d.t.s.) referto | Atlético Petróleos |  |
| \| \| \| \| \| \| Shootout 2 – 1 \| \| |                        |                        |                    |  |
|                                        |                        |                        |                    |  |
|                                        | Shootout 2 – 1         |                        |                    |  |

| Luanda 28 settembre 2006 | Amatori Lodi | 4 – 1 referto | Sertãozinho |  |

#### Semifinali 9º/12º posto
| Luanda 29 settembre 2006 | Atlético Petróleos | 6 – 0 referto | Maputo |  |

| Luanda 29 settembre 2006 | Sertãozinho | 2 – 5 referto | Juventude de Viana |  |

#### Semifinali 5º/8º posto
| Luanda 29 settembre 2006 | Estudiantil San Miguel | 0 – 3 referto | Olimpia |  |

| Luanda 29 settembre 2006               | Amatori Lodi   | 2 – 2 (d.t.s.) referto | Concepción |  |
| \| \| \| \| \| \| Shootout 3 – 2 \| \| |                |                        |            |  |
|                                        |                |                        |            |  |
|                                        | Shootout 3 – 2 |                        |            |  |

#### Finale 11º/12º posto
| Luanda 30 settembre 2006 | Maputo | 5 – 7 referto | Sertãozinho |  |

#### Finale 9º/10º posto
| Luanda 30 settembre 2006 | Atlético Petróleos | 3 – 2 referto | Juventude de Viana |  |

#### Finale 7º/8º posto
| Luanda 30 settembre 2006 | Estudiantil San Miguel | 3 – 7 referto | Concepción |  |

#### Finale 5º/6º posto
| Luanda 30 settembre 2006 | Olimpia | 3 – 2 referto | Amatori Lodi |  |

#### Girone finale 1º/4º posto
| Squadra       | Pt | G | V | N | P | GF | GS | DG |
| ------------- | -- | - | - | - | - | -- | -- | -- |
| Bassano 54    | 9  | 3 | 3 | 0 | 0 | 10 | 6  | +4 |
| Reus Deportiu | 6  | 3 | 2 | 0 | 1 | 11 | 4  | +7 |
| Benfica       | 1  | 3 | 0 | 1 | 2 | 4  | 7  | -3 |
| Porto         | 1  | 3 | 0 | 1 | 2 | 3  | 11 | -8 |

| Luanda 28 settembre 2006 1ª giornata | Bassano 54 | 4 – 2 referto | Porto |  |

| Luanda 28 settembre 2006 1ª giornata | Benfica | 1 – 3 referto | Reus Deportiu |  |

| Luanda 29 settembre 2006 2ª giornata | Benfica | 1 – 1 | Porto |  |

| Luanda 29 settembre 2006 2ª giornata | Bassano 54 | 3 – 2 referto | Reus Deportiu |  |

| Luanda 30 settembre 2006 3ª giornata | Benfica | 2 – 3 referto | Bassano 54 |  |

| Luanda 30 settembre 2006 3ª giornata | Porto | 0 – 6 referto | Reus Deportiu |  |

## Classifica finale
| Pos. | Naz.                  | Club                   |
| ---- | --------------------- | ---------------------- |
| 1    | Italia (bandiera)     | Bassano 54             |
| 2    | Spagna (bandiera)     | Reus Deportiu          |
| 3    | Portogallo (bandiera) | Benfica                |
| 4    | Portogallo (bandiera) | Porto                  |
| 5    | Argentina (bandiera)  | Olimpia                |
| 6    | Italia (bandiera)     | Amatori Lodi           |
| 7    | Argentina (bandiera)  | Concepción             |
| 8    | Cile (bandiera)       | Estudiantil San Miguel |
| 9    | Angola (bandiera)     | Atlético Petróleos     |
| 10   | Angola (bandiera)     | Juventude de Viana     |
| 11   | Brasile (bandiera)    | Sertãozinho            |
| 12   | Mozambico (bandiera)  | Maputo                 |